# Psaenythia jujuyensis
Psaenythia jujuyensis är en biart som beskrevs av Holmberg 1921. Psaenythia jujuyensis ingår i släktet Psaenythia och familjen grävbin. Inga underarter finns listade i Catalogue of Life.